# Vailoa (Savai'i)
Vailoa (Vailoa i Palauli) ist ein Dorf auf der Insel Savai'i in Samoa. Vailoa ist der Hauptort des politischen Bezirks (itūmālō) Palauli an der Südostküste der Insel.

## Geographie
Der Ort liegt an der Südküste der Insel, im Zentrum der Palauli Bay, direkt neben dem Hauptort Palauli. Die Landschaft steigt von der Küste allmählich an, im Hinterland liegen die Afu Aau Waterfalls (⊙). Etwa 2 km im Landesinnern liegt der archäologisch bedeutsame Pulemelei Mound.
2019 wurde eines der ersten Wasserkraftwerke auf Samoa in Vailoa eröffnet.

## Geschichte
Vailoa erhielt den Status Pule (traditionelle politische Machtbasis) im 19. Jahrhundert. Das Dorf wird mit dem Häuptlingstitel Lilomaiava in Verbindung gebracht.
Wie in vielen Dörfern in Samoa besteht die Wirtschaft vor allem aus Subsistenz-Anbau und Fischerei.

### Entschädigungsansprüche
In den vergangenen Jahren haben einige Dorf-Häuptlinge Ansprüche geltend gemacht in Bezug auf Ländereien, die bereits zu Zeiten der deutschen Kolonialherrschaft illegal verkauft worden waren. Der Streit geht zurück bis 1886, als Customary Land an die Familie von Olaf Frederick Nelson verkauft wurde. Die Dorfältesten behaupten, dass dieses Land niemals rechtmäßig verkauft worden sei. 2008 wies der Samoa Court of Appeal die Klage zum zweiten Mal ab.
Das umstrittene Land umfasst die Nelson Plantation, auf deren Gebiet große prähistorische Überreste gefunden wurden und auch Pulemelei Mound.

## Persönlichkeiten
- Uale Mai, Rugby-Union-Spieler und ehemaliger Captain der Samoa Sevens (IRB International Sevens Player of the Year 2005–06).